# フェラーリ・308
フェラーリ・308GTB/GTSは、イタリアの自動車メーカー、フェラーリが1975年から1985年にかけて製造、販売したリアミッドシップエンジン・後輪駆動のスポーツカーである。

## 概要
1975年のパリサロンで「308GTB」を発表。1973年に先行デビューしていた2+2クーペのディーノ・308GT4をベースとした、2シーターのミッドシップスポーツカーである。GTBのBはベルリネッタの意味。
美しいラインを持つエクステリアデザインはピニンファリーナによるもの。デザイナーはレオナルド・フィオラヴァンティで、ヘッドライトには当時のスーパーカーの代名詞ともいえる丸型2灯式のリトラクタブルヘッドライトを採用。さらに、初期生産モデルではFRP製ボディを採用していた。これはイタリアの労働ストライキにより、当初予定していたスチール製ボディの生産が間に合わなくなったためである。
パワーユニットは2,926ccのV型8気筒 DOHCで、車名の「308」はこの排気量3 LのV型8気筒エンジンを搭載していることに由来している。デビュー当初の2バルブモデルはウェーバー製キャブレターを搭載し、最高出力255PS/7,000rpm、最大トルク30.0kgf·m/5,000rpmを発揮した。V8エンジンを搭載しているとはいえ、大きな吸気音とハイトーンを奏でるエンジンおよび排気システムなどによりフェラーリ・ミュージックは健在で、その豪快にして官能的な音もセールスポイントのひとつであった。
1977年のフランクフルトモーターショーにて、デタッチャブル・ルーフ（タルガトップ）の「308GTS」が追加発表された。GTSのSはスパイダーを意味している。同時にボディはスチール製に変更された。
1980年、2,000cc以上のガソリンエンジン車に対する税金が高いイタリア国内向けの節税仕様として、排気量1,991ccのV8エンジンを搭載した「208GTB/GTS」が発売され、同様の税制を施行しているニュージーランドでも販売された。しかし最高出力が155PSにすぎなかったために顧客からパワー不足を指摘され、1982年には208GTBがターボチャージャーを装着して220PSを発揮する「208GTBターボ」に置換えられ、1983年には208GTSも「208GTSターボ」に置換えられた。生産年次により、高年式の208ターボは328の外装に準ずる。なお、当時の日本も3ナンバー車に対しては高額の課税がなされていたが、208シリーズの正規輸入は行われなかった。ただし、ごく少数が並行輸入されている。

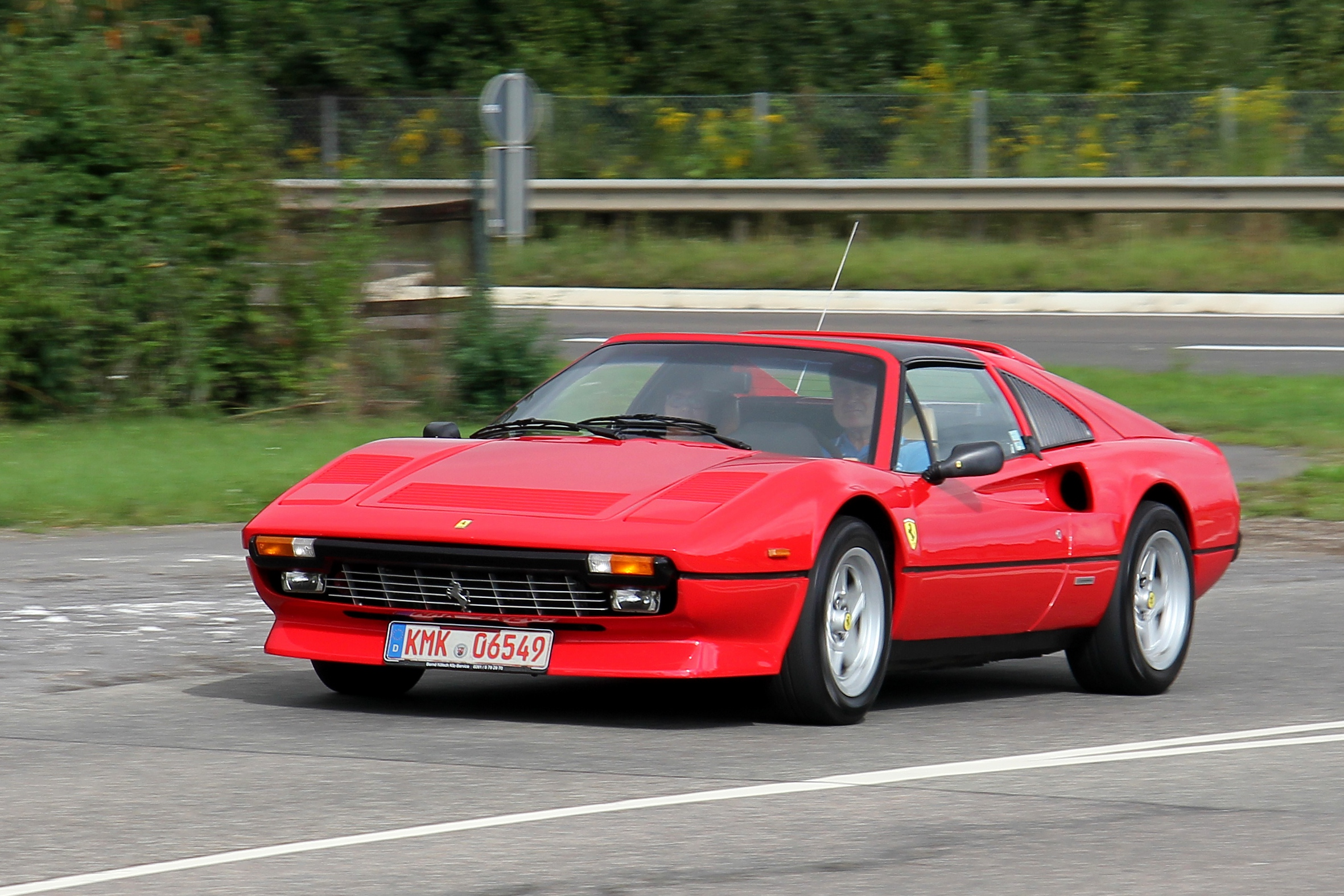
308GTS クワトロバルボーレ

一方で、年々厳しくなる排気ガス規制に対応するため、1980年には燃料供給装置をインジェクション式（Kジェトロニック）に変更した「308GTBi」「308GTSi」が登場し、従来のキャブレター式モデルは廃止された。翌1982年にはエンジンヘッドを4バルブ化したモデル「クワトロバルボーレ」（Quattrovalvole 、イタリア語で4バルブの意）が追加された。
1985年のフランクフルトモーターショーにて後継車の328が発表され、10年にわたる生産・販売を終了した。

## 308GTBミレキオディ
1977年のジュネーブモーターショーで公開された308GTBスペチアーレのミレキオディ（Millechiodi）は、308GTBがベースのピニンファリーナが設計した空力のテストモデル。無塗装のアルミ製リベット留めオーバーフェンダー、チンスポイラー、リアスポイラー等とベルリネッタボクサーのインストルメントパネルが含まれ、そのスタイリングは、1984年、グループB規定マシンの「288GTO」に反映された。

## モータースポーツ
308GTBはFIAのグループ4およびグループB車両規定のホモロゲーションを受けており、1978年から1986年まで世界ラリー選手権（WRC）のグループ4およびグループBクラスに参加するべく、イタリアヴェネト州パドヴァのフェラーリのディーラー兼レースワークショップである「ミケロット」によって競技用モデルが開発され、少数が生産された。ミケロットは組織的にフェラーリから独立していたが、308GTBベースのグループ4およびグループB仕様車と、より過激な仕様の308GT/Mがフェラーリのエンジニアと協力して開発された。これらは1970年代後半から1980年代半ばにかけて競技に参戦し、一定の成功を収めたが、グループB規定が廃止された1986年にモータースポーツから撤退した。

### グループ4

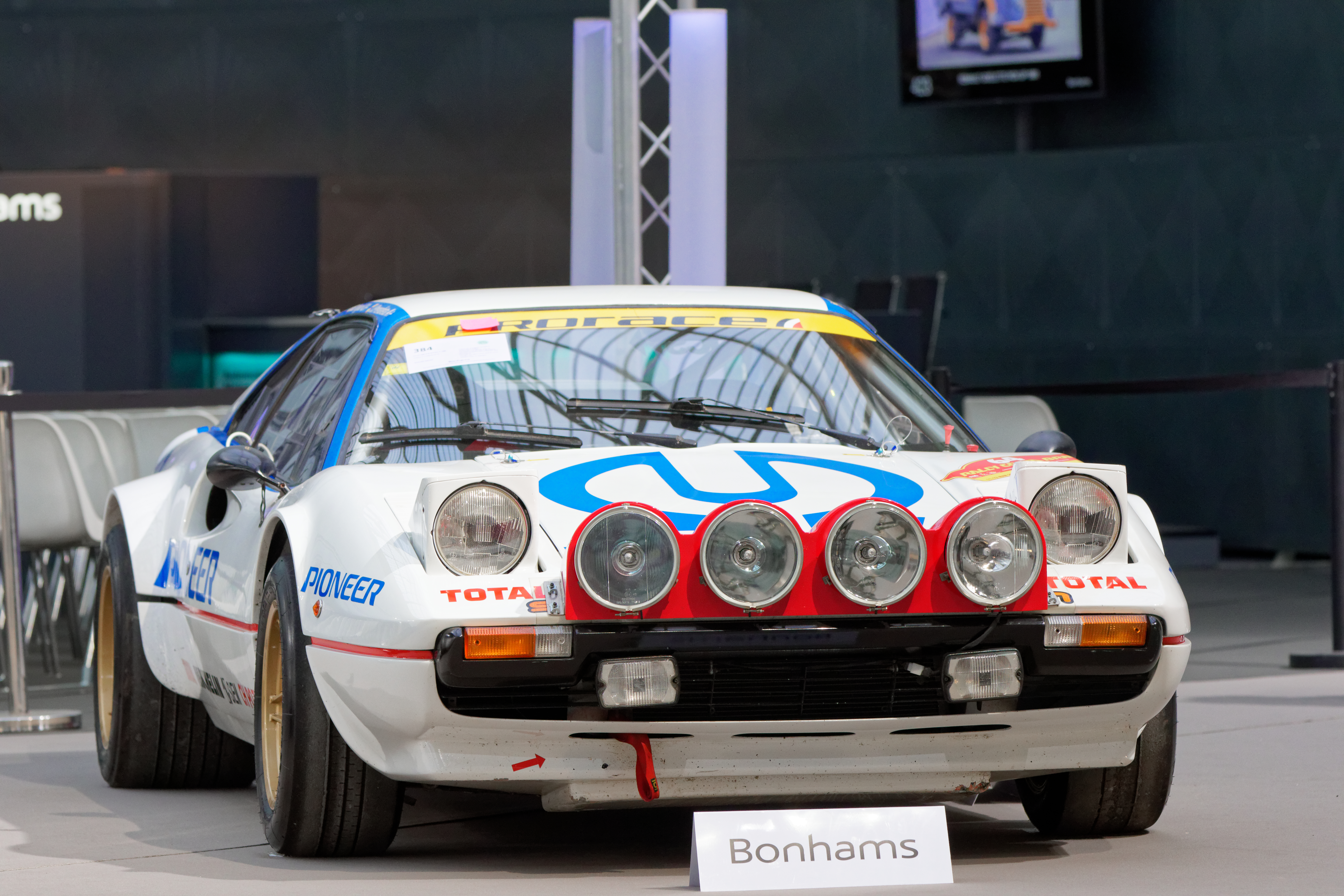
308GTB グループ4 シャーシNo.32419（1980年）

1978年、ミケロットは308GTBのグループ4仕様ラリーカーの製造を開始した。
メンテナンスが容易になるようにエンジンベイの設計が変更され、鉄とチタンで作られた軽量のパイプフレームロールケージのシャーシセクションを設置。そこに高圧縮ピストン、改良バルブ、カム、ベアリング、およびスパークプラグを組み込んだ、1気筒あたり2バルブ（初期型の非クワトロバルボーレ）のエンジンを搭載する。燃料供給は市販車のキャブレターやKジェトロニックとは異なり、クーゲルフィッシャー機械式燃料噴射装置を使用している。また、車体前部にオイルクーラーを2基増設している。これらの改良により、最高出力は288 - 330bhpを発生していた。加速性向上のため、ノンシンクロのクロスレシオトランスミッションが搭載されている。
サスペンションおよびブレーキは通常の308と同様だが、ラリーステージでの使用を考慮して市販車よりも地上高が高められ、ブレーキバランスコントローラーも追加されている。ボディはFRPとケブラーで構成され、ワイド化されたオーバーフェンダーにカンパニョーロのホイールが収められている。ナイトステージ用には大きなライトポッドが装備され、モーター駆動であったリトラクタブルライトは手動式に変更された。軽量化のために内張りはなく、スパルコのFRP製フルバケットシートが取り付けられた。このグループ4仕様のラリーカーは合計で11台が製作された。
ラリー競技には1978年から1983年にかけて参戦し、1979年にはラファエレ・ピントとファビオ・ペナリオールのマシンがラリー・モンツァで優勝を飾っている。

### グループB

308GTB グループB

1982年にグループB規定が導入されると、ミケロットは308GTBのグループB仕様ラリーカーの製造を開始した。合計で4台が製作され、第1号車であるシャーシNo.18869はグループ4仕様車と同じ2バルブエンジンを搭載していたが、後の3台は4バルブエンジンとKジェトロニックの組み合わせという、市販車のクアトロバルボーレと同様の構成が採用された。また、当時のグループBの規定では市販車と同じボディパネルを使用しなければならなかったため、ボディはスチール製に変更された。このマシンは1982年10月、1983年1月、1983年4月の3回に分けてグループBのホモロゲーションを取得した。
ラリー競技ではスペイン国内を中心に活躍し、1983年にはシャーシNo.18869が同国国内の複数のラリーで優勝、1985年にはアントニオ・ザニーニがスペインラリー選手権で優勝を飾っている。